# アルブニャーノ
アルブニャーノ（伊: Albugnano）は、イタリア共和国ピエモンテ州アスティ県にある基礎自治体（コムーネ）。

## 地理

### 位置・広がり

#### 隣接コムーネ
隣接するコムーネは以下の通り。
- アラメンゴ
- ベルツァーノ・ディ・サン・ピエトロ
- カステルヌオーヴォ・ドン・ボスコ
- モンクッコ・トリネーゼ
- パッセラーノ・マルモリート
- ピーノ・ダスティ

#### 地震分類
イタリアの地震リスク階級 (it) では、4 に分類される
。

## 行政

### 分離集落
アルブニャーノには、以下の分離集落（フラツィオーネ）がある。
- Belsito, Campolungo, Vallana, Vezzolano